# Rosyjskie baśnie ludowe
Rosyjskie baśnie ludowe (tytuł oryginalny: Народные русские сказки) – zbiór rosyjskich bajek ludowych Aleksandra Afanasjewa pierwotnie opublikowany w latach 1855–1863. Drugie (poprawione) wydanie zostało opublikowane w 1873 roku (pośmiertnie).